# حي غوتياي
حي گوتياي (بالفرنسية:Quartier Gauthier) حي يقع في مقاطعة سيدي بليوط (قرب حي المعاريف، بمدينة كازابلانكا المغربية. يحده شارع إبراهيم الروداني شرقًا ومولاي يوسف شمالًا وشارع آنفا غربًا وشارع محمد الزرقطوني جنوبًا. هو حي راقي كثيف الخضرة مع أنه يحل مكانا مركزيا في المدينة. يحتوي گوتياي على مطاعم كثيرة تقدم مأكولات إيطالية ويابانية وأميركية ومكسيكية وغيرها. من أهم شوارعها شارع موسى ابن نصير وشارع طه حسين وشارع جان جوريس.